# 王應霖
王應霖（1548年—？），字德徵，號夢巖，順天府霸州文安縣人，民籍，明朝政治人物。

## 生平
嘉靖四十年（1561年）辛酉舉于乡，无何丁父憂。萬曆八年（1580年），登進士第三甲第二百三十四名。吏部觀政，次年授直隸桐城縣知縣，十一年调任觀城縣。歴五载，十六年陞戶部陕西司主事，十八年轉山東司郎中，督辽饷，二十一年回部管事。二十二年甲午丁母张太恭人艱，服闋补原职，不久陞陝西參議，驻西安，領五道篆。二十七年（1599年）陞湖廣按察司副使，备兵辰沅，三十二年因考察不及格降職。

## 家族
曾祖父王原，曾任壽官；祖父王甫全；父親王宗寶，曾任省祭官。母張氏。慈侍下。兄應雲。弟應期（贡士）、應兆。